# Georg Vinogradov
Georg Vinogradov (Pavlovsk, 18 aprile 1915 – Montréal, 12 gennaio 2011) è stato un cestista estone.

## Carriera
Con l'Estonia ha partecipato alle olimpiadi del 1936. Ha disputato inoltre 6 partite agli europei del 1939.